# خالد العبد الكريم
خالد بن محمد بن عبد العزيز العبد الكريم، الأمين العام لمجلس الوزراء السعودي بمرتبة وزير منذ 15 مايو 2024، 